# Þór/KA
Il Þór/KA , o in caratteri latini Thór/KA, è una squadra di calcio femminile islandese, gestita congiuntamente dalle società polisportive Íþróttafélagið Þór, nota anche come "Þór Akureyri" o semplicemente "Þór" o "Thor", e Knattspyrnufélag Akureyrar (KA), entrambe con sede a Akureyri, e iscritta alla Besta deild kvenna, massimo livello del campionato islandese femminile di calcio, in rappresentanza del centro abitato dell'Islanda settentrionale.

## Storia
La squadra è nata nel 1999 come Þór/KA dalla fusione delle due principali formazioni femminili cittadine, ovvero le sezioni di calcio femminile delle polisportive Íþróttafélagið Þór e Knattspyrnufélag Akureyrar, e la squadra porta sulla maglia entrambi i gagliardetti delle società fondatrici. La squadra venne iscritta in Úrvalsdeild kvenna, massima serie del campionato islandese femminile di calcio nella stagione 2000, terminando al settimo e penultimo posto in classifica. Nel 2001 alla collaborazione si aggiunse anche la polisportiva Knattspyrnufélag Siglufjarðar (KS) con sede a Siglufjarðar, piccolo villaggio costiero ed ex capoluogo comunale, ora parte della municipalità di Fjallabyggð, così che la squadra si iscrisse in Úrvalsdeild kvenna come Þór/KA/KS. Questa collaborazione terminò con la stagione 2005, e per l'avvio del campionato 2006 la squadra tornò alla denominazione Þór/KA.
Grazie al secondo posto conquistato al termine della stagione 2010, il Þór/KA venne ammesso all'edizione 2011-2012 della UEFA Women's Champions League, venendo subito eliminato ai sedicesimi di finale dalle tedesche del Turbine Potsdam, subendo due pesanti sconfitte. Nel 2012 il Þór/KA vinse il campionato islandese per la prima volta nella sua storia con un vantaggio di sette punti sulle seconde classificate ÍBV Vestmannæyja e Stjarnan. Nel 2013 vinse anche la Supercoppa d'Islanda. Tornò a disputare la UEFA Women's Champions League nell'edizione 2013-2014, venendo nuovamente eliminato nei sedicesimi di finale, questa volta dalle russe dello  Zorkij Krasnogorsk.
Prima dell'avvio della stagione 2017 la polisportiva Knattspyrnufélag Akureyrar paventò la possibilità di cessare la collaborazione con la polisportiva Íþróttafélagið Þór, per poi tornare sui propri passi e rinnovare l'accordo di collaborazione almeno fino alla fine della stagione 2019. Al termine della stessa stagione 2017 il Þór/KA vinse il campionato islandese per la seconda volta nella sua storia. Nel 2018 vinse anche la sua seconda Supercoppa, battendo l'ÍBV Vestmannæyja per 3-0.

## Palmarès
- Campionato islandese: 2

2012, 2017
- Supercoppa islandese: 2

2013, 2018
- Deildabikar kvenna: 2

2009, 2018

## Statistiche

### Risultati nelle competizioni UEFA
| Stagione | Competizione     | Fase                 | Avversario         | Risultato | Risultato | Risultato |
| Stagione | Competizione     | Fase                 | Avversario         | andata    | ritorno   | aggregato |
| -------- | ---------------- | -------------------- | ------------------ | --------- | --------- | --------- |
| 2011-12  | Champions League | sedicesimi di finale | Turbine Potsdam    | 0-6       | 2-8       | 2-14      |
| 2013-14  | Champions League | sedicesimi di finale | Zorkij Krasnogorsk | 1-2       | 1-4       | 2-6       |

## Organico

### Rosa 2018
Rosa, ruoli e numeri di maglia aggiornati all'8 agosto 2018 da siti UEFA.com e KSÍ.is
| N. |                    | Ruolo | Calciatrice                      |
| -- | ------------------ | ----- | -------------------------------- |
| 1  | Croazia (bandiera) | P     | Stephanie Bukovec                |
| 2  | Islanda (bandiera) | C     | Rut Matthíasdóttir               |
| 4  | Messico (bandiera) | D     | Bianca Elissa Sierra             |
| 5  | Messico (bandiera) | C     | Ariana Catrina Calderon          |
| 6  | Islanda (bandiera) | D     | María Catharina Ólafsdóttir Gros |
| 7  | Islanda (bandiera) | C     | Sandra María Jessen (capitano)   |
| 8  | Islanda (bandiera) | C     | Lára Einarsdóttir                |
| 9  | Messico (bandiera) | A     | Sandra Stephany Mayor Gutierrez  |
| 10 | Islanda (bandiera) | C     | Anna Rakel Pétursdóttir          |

| N. |                    | Ruolo | Calciatrice              |
| -- | ------------------ | ----- | ------------------------ |
| 11 | Islanda (bandiera) | D     | Arna Sif Ásgrímsdóttir   |
| 12 | Svezia (bandiera)  | P     | Johanna Henriksson       |
| 15 | Islanda (bandiera) | A     | Hulda Ósk Jónsdóttir     |
| 16 | Islanda (bandiera) | C     | Saga Líf Sigurðardóttir  |
| 17 | Islanda (bandiera) | A     | Margrét Árnadóttir       |
| 20 | Islanda (bandiera) | D     | Ágústa Kristinsdóttir    |
| 21 | Islanda (bandiera) | C     | Lilly Rut Hlynsdóttir    |
| 24 | Islanda (bandiera) | C     | Hulda Björg Hannesdóttir |
| 26 | Islanda (bandiera) | A     | Andrea Mist Pálsdóttir   |